# Liste der Anlegestellen am Ludwig-Donau-Main-Kanal

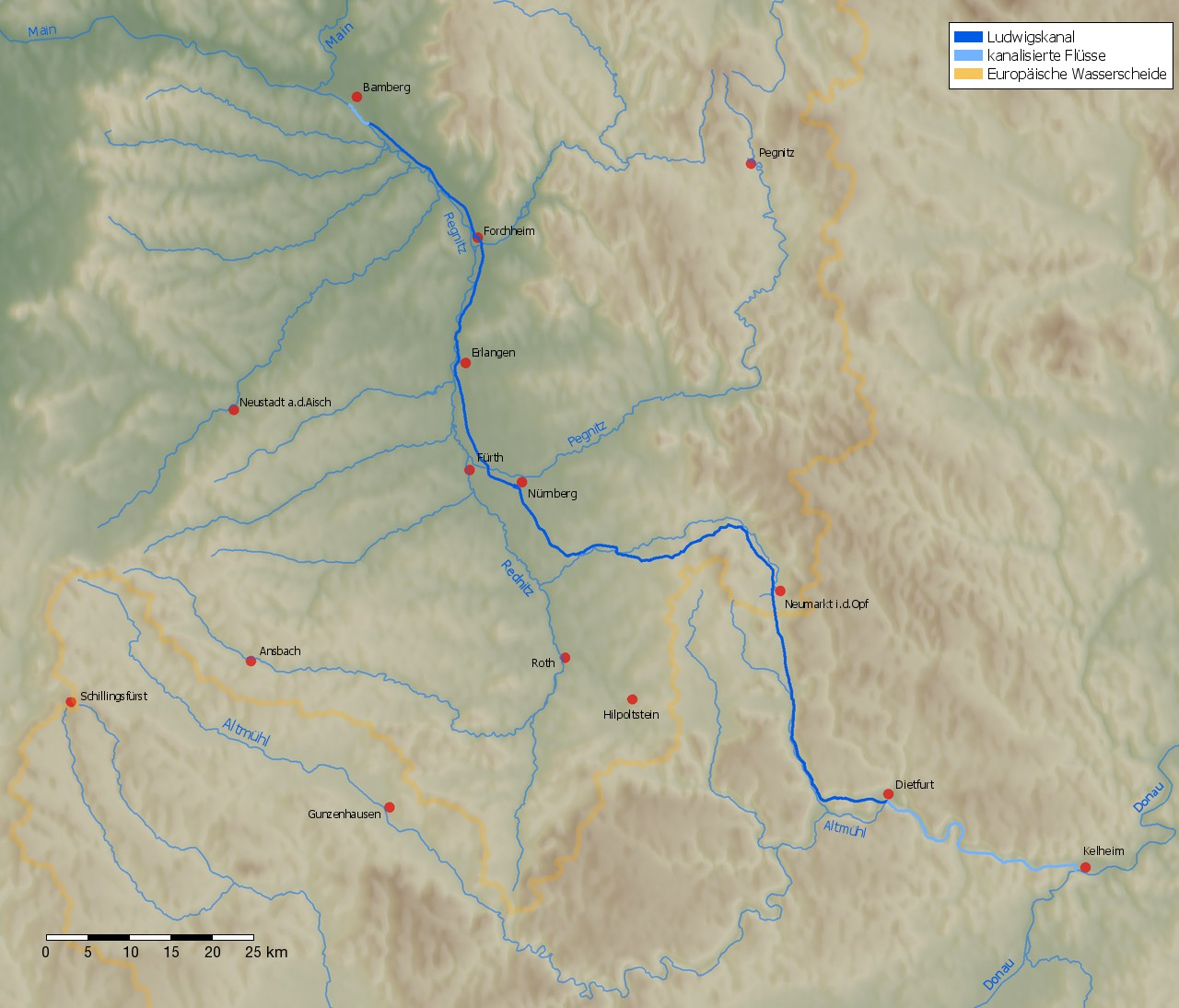
Verlauf des Kanals in Bayern

Die  Liste der Anlegestellen am Ludwig-Donau-Main-Kanal erfasst die ehemaligen Häfen und Anländen am denkmalgeschützten Ludwig-Donau-Main-Kanal, Bayern.

## Geschichte
Bauzeit: 1835–46; Länge 173 km; Auflassung 1950; seit 1995 wieder Museumsbetrieb auf Teilabschnitten. Diese Liste ergänzt den Hauptartikel und bildet den Stand etwa um 1894–1904 ab.

Die ehemaligen Anlegestellen und Häfen liegen in den heutigen Regierungsbezirken:  Niederbayern,  Oberbayern,  Oberpfalz,  Mittelfranken und  Oberfranken.

## Anlegestellen am Ludwig-Donau-Main-Kanal
| Lage: LMDK-km     | Loc. | Ort                           | Hafen        | Beschreibung                                                               | Kailänge | ursprüngliche Ausstattung | Bild |
| ----------------- | ---- | ----------------------------- | ------------ | -------------------------------------------------------------------------- | -------- | --- | ---- |
| 0,0               | ⊙    | Mündung in die Donau          | -            | - kein Anleger -                                                           | -        | - Beginn der Kilometrierung - |      |
| 0,1 L/R - 0,2 L/R | ⊙    | Kelheim                       | Handelshafen | erhalten                                                                   | 113 m    | „Fläche 4.600 m²; 3 Handkrahne, stärkster Krahn 5 t, Postamt, Telegraphenstation bzw. Telephon-Sprechstelle, Bahnanschluß mit Umlademöglichkeit, Hebestelle für Schifffahrtsgebühren“      |      |
| 2,6 R             | ⊙    | Ziegelthal                    | Lände        | abgegangen, beim Bau des Main-Donau-Kanales überformt                      |          | | -    |
| 5,3 R             | ⊙    | Schellneck                    | Lände        | gestört, wurde 1982 teilweise versetzt                                     |          | | ja   |
| 6,1 L             | ⊙    | Heidenstein                   | Lände        | abgegangen, beim Bau des Main-Donau-Kanales überformt                      |          | | -    |
| 8,5 L             | ⊙    | Galgenthal                    | Lände        | abgegangen, beim Bau des Main-Donau-Kanales überformt                      |          | | -    |
| 9,0 R             | ⊙    | Felsenhäusl                   | Lände        | abgegangen                                                                 |          | | -    |
| 10,7 L            | ⊙    | Schwarzgründelthal            | Lände        | abgegangen, beim Bau des Main-Donau-Kanales überformt                      |          | | -    |
| 10,9 R            | ⊙    | Nußhausen                     | Lände        | abgegangen, beim Bau des Main-Donau-Kanales überformt                      |          | | -    |
| 13,7 R            | ⊙    | Emmerthal                     | Lände        | abgegangen, beim Bau des Main-Donau-Kanales überformt                      |          | | -    |
| 15,7 R            | ⊙    | Riedenburg Schleuse           | Lände        | abgegangen, beim Bau des Main-Donau-Kanales überformt                      |          | „Postamt, Telegraphenstation bzw. Telephon-Sprechstelle, Bahnanschluß“ (ab 1904) | ja   |
| 16,1 R            | ⊙    | Riedenburg Ort                | Lände        | abgegangen, beim Bau des Main-Donau-Kanales überformt                      |          | | -    |
| 20,9 L            | ⊙    | Gundelfing                    | Lände        | abgegangen, beim Bau des Main-Donau-Kanales überformt                      |          | | -    |
| 28,8 R            | ⊙    | Mühlbach                      | Lände        | abgegangen, beim Bau des Main-Donau-Kanales überformt                      |          | | -    |
| 33,6 R            | ⊙    | Dietfurt                      | Lände        | gestört                                                                    |          | „Postamt, Telegraphenstation bzw. Telephon-Sprechstelle“ | -    |
| 41,5 L            | ⊙    | Beilngries                    | Lände        | gestört erhalten (liegt trocken) beim Bau des Main-Donau-Kanales gestört   | 360 m    | „Postamt, Telegraphenstation bzw. Telephon-Sprechstelle, 1 Handkrahn 1,5 t, Lagerschuppen Dienstwohngebäude, Bahnanschluß mit Umlademöglichkeit, Hebestelle für Schifffahrtsgebühren“      | ja   |
| 48,8 L            | ⊙    | Berching                      | Lände        | erhalten                                                                   | 70 m     | „Postamt, Telegraphenstation bzw. Telephon-Sprechstelle, Bahnanschluß“ | ja   |
| 51,8              | ⊙    | Wegscheid                     | Lände        | gestört erhalten                                                           | 30 m     | Nur noch Fragmente erhalten, neuzeitlicher Holzsteg als Ersatz der ehemaligen eisernen Straßenbrücke.                                                                                      |      |
| 68,6 R            | ⊙    | Neumarkt                      | Handelshafen | gestört erhalten                                                           | 96 m     | „1 Handkrahn 2 t, Postamt, Telegraphenstation bzw. Telephon-Sprechstelle, Bahnanschluß, 1 Ladeschuppen; Dienstwohngebäude“                                                                 |      |
| 70,5 R            | ⊙    | Blomenhof                     | Lände        | abgegangen                                                                 |          | „Werkslände für Ziegelei“ | -    |
| 80,2 L            | ⊙    | Rasch Ziegelei                | Lände        | abgegangen                                                                 |          | „Werkslände für Ziegelei“ | -    |
| 80,6 R            | ⊙    | Rasch                         | Lände        | abgegangen                                                                 | 40 m     | „1 Lagerschuppen“ |      |
| 82,7 R            | ⊙    | Schwarzenbach                 | Landesteg    | neuzeitlich                                                                |          | ursprünglich kein Anleger; heute gelegentlicher Museumsbetrieb mit dem Treidelschiff Elfriede                                                                                              |      |
| 83,9 R            | ⊙    | Schwarzenbach                 | Landesteg    | neuzeitlich                                                                | 20 m     | ursprünglich kein Anleger; heute gelegentlicher Museumsbetrieb mit dem Treidelschiff Elfriede                                                                                              |      |
| 88,6 R            | ⊙    | Pfeifferhütte                 | Lände        | ruinös erhalten                                                            | 48 m     | |      |
| 98,6 L            | ⊙    | Röthenbach b. St.W.           | Lände        | abgegangen, überbaut von Grundschule                                       | 36 m     | |      |
| 98,8 R            | ⊙    | Wendelstein Wernloch          | Lände        | gestört erhalten                                                           |          | „Werkslände für Steinbruch“ Wernloch; aufgelassen in den 1910er Jahren |      |
| 100,5 R           | ⊙    | Wendelstein                   | Lände        | gestört erhalten                                                           | 73 m     | „Schuppen, Bahnanschluß“ (ab 1886) |      |
| 104,8 R           | ⊙    | Worzeldorf                    | Handelshafen | erhalten                                                                   | 61 m     | „Schiffswendeplatz, Krahn“ Werkslände des Holsteinbruches und Steinbrüchleins; |      |
| 113,0 - 113,3     | ⊙    | Nürnberg                      | Handelshafen | abgegangen, in den 1960er Jahren überbaut mit der A 73                     | 292 m    | „2 Handkrahne, 2 Ladeschuppen (Speicher); Postamt, Telegraphenstation bzw. Telephon-Sprechstelle, Bahnanschluß mit Umlademöglichkeit, Hebestelle für Schifffahrtsgebühren;“                | ja   |
| 119,3             | ⊙    | Fürth                         | Handelshafen | abgegangen, in den 1960er Jahren überbaut mit der A 73                     | 102 m    | „1 Handkrahn 1,5 t; 1 Ladeschuppen“ | ja   |
| 130,2 L           | ⊙    | Bruck                         | Lände        | abgegangen, in den 1970er Jahren überbaut mit Wohnblock                    | 41 m     | | -    |
| 132,3 R           | ⊙    | Erlangen                      | Handelshafen | abgegangen, überbaut mit der Feuerwehr Erlangen                            | 110 m    | „1 Handkrahn 1,5 Tonnen Tragkraft; 1 Lagerschuppen, Postamt, Telegraphenstation bzw. Telephon-Sprechstelle, Bahnanschluß mit Umlademöglichkeit, Hebestelle für Schifffahrtsgebühren“       | ja   |
| 140,7 L           | ⊙    | Baiersdorf                    | Lände        | abgegangen, in den 1960er Jahren überbaut mit der A 73                     | 32 m     | „Postamt, Telegraphenstation bzw. Telephon-Sprechstelle, Bahnanschluß mit Umlademöglichkeit“                                                                                               | ja   |
| 149,3 R           | ⊙    | Forchheim                     | Handelshafen | abgegangen, Hafen ist überbaut mit Einkaufszentrum Schleusenhaus erhalten, | 70 m     | „1 Handkrahn zu 1,5 t, 1 Lagerschuppen, 1 Dienstgebäude, Postamt, Telegraphenstation bzw. Telephon-Sprechstelle, Bahnanschluß mit Umlademöglichkeit, Hebestelle für Schifffahrtsgebühren“  | ja   |
| 160,9 R           | ⊙    | Hirschaid                     | Lände        | abgegangen, 1965 überformt mit dem Main-Donau-Kanal                        | 32 m     | „Postamt, Telegraphenstation bzw. Telephon-Sprechstelle, Bahnanschluß mit Umlademöglichkeit“                                                                                               | -    |
| 169,1 R           | ⊙    | Bug                           | Hafen        | abgegangen, teilweise überbaut mit Gewerbebetrieb                          |          | |      |
| 169,5             | ⊙    | Fähre Bug                     | Länden       | abgegangen, links mit Straße, rechts als Anleger überbaut                  |          | „Fähre zum Übersetzen der Zugpferde“ (Regnitz) |      |
| 171,8             | ⊙    | Fähre Mühlwörth               | Länden       | erhalten, in Betrieb von April – Oktober                                   |          | „Fähre zum Übersetzen der Zugpferde (am Mühlwörth)“ (Regnitz) |      |
| 172,0 R - 172,4   | ⊙    | Bamberg                       | Handelshafen | erhalten                                                                   | 146 m    | „2 Handkrahne, stärkster Krahn trägt 5 t, 1 Ladeschuppen, Postamt, Telegraphenstation bzw. Telephon-Sprechstelle, Bahnanschluß mit Umlademöglichkeit, Hebestelle für Schifffahrtsgebühren“ |      |
| 173               | ⊙    | Mündung in den Main (Regnitz) | -            | - kein Anleger -                                                           |          | - Ende der Kilometrierung – an der „Winterung“ | -    |

Südrampe des Kanals

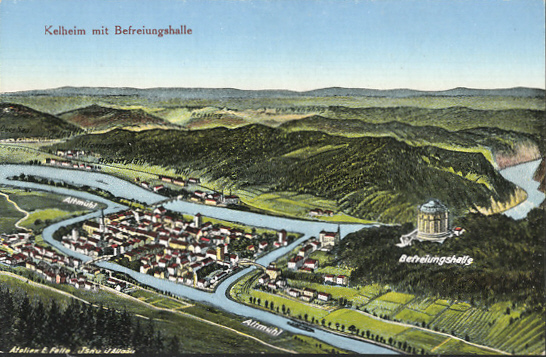
Mündung auf Postkarte
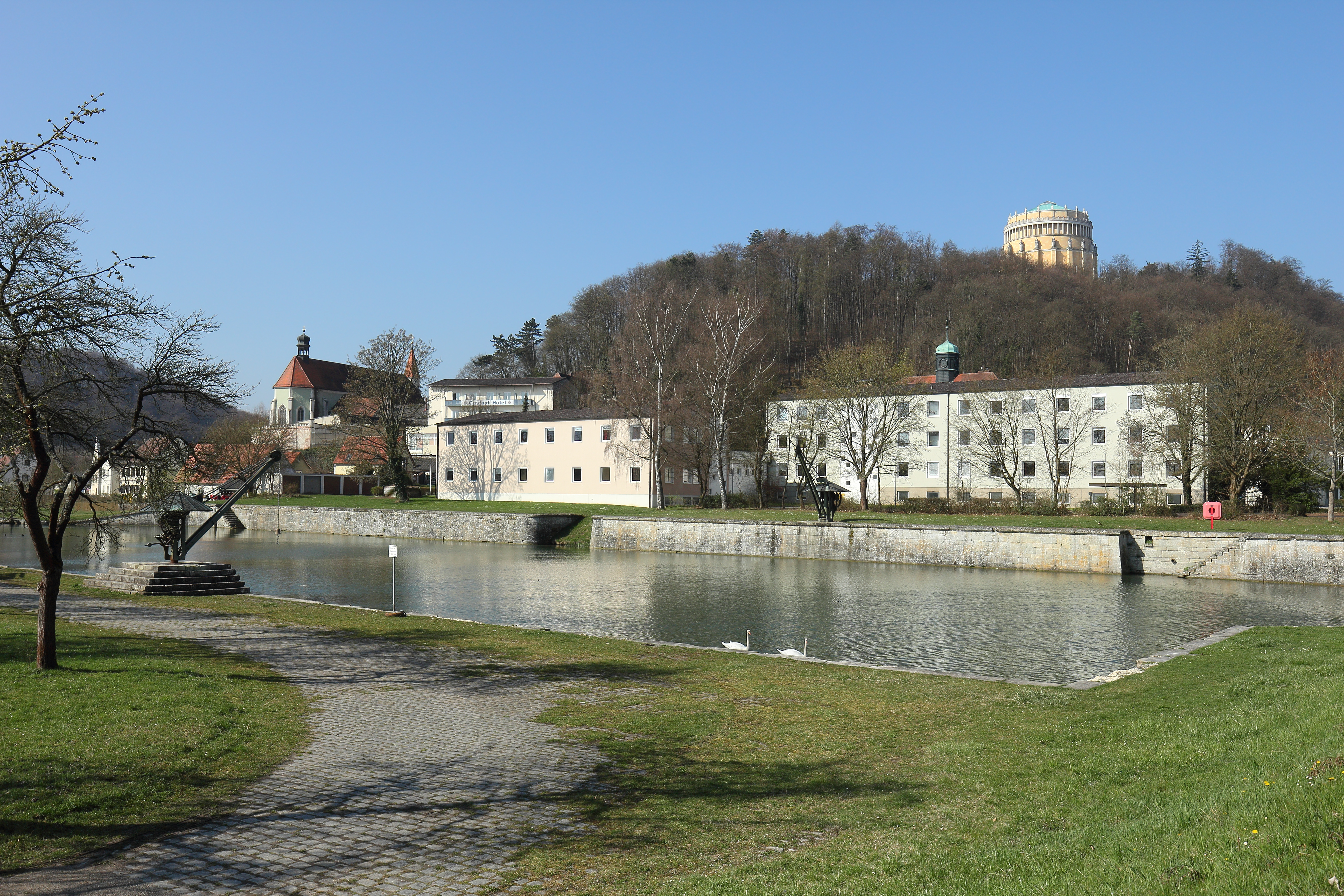
Handelshafen Kelheim
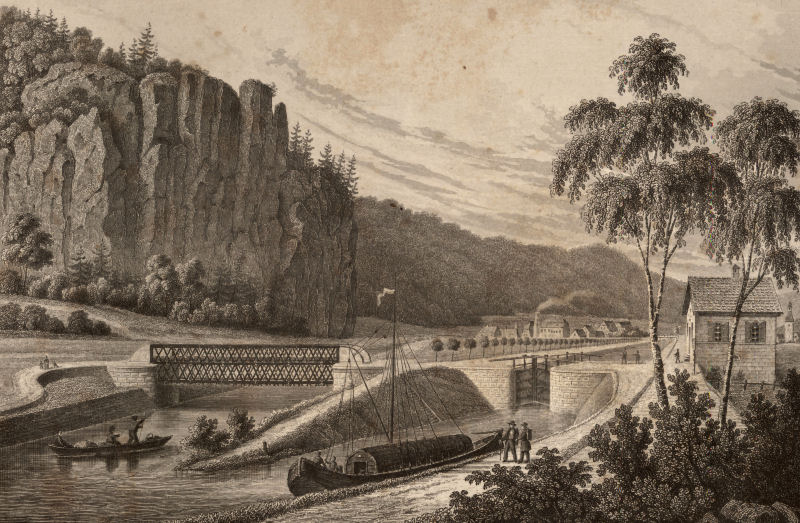
Schellneck
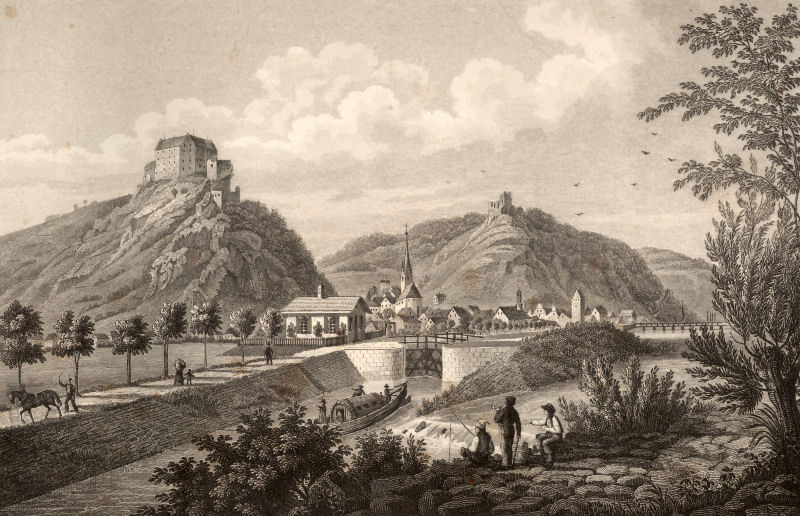
Riedenburg
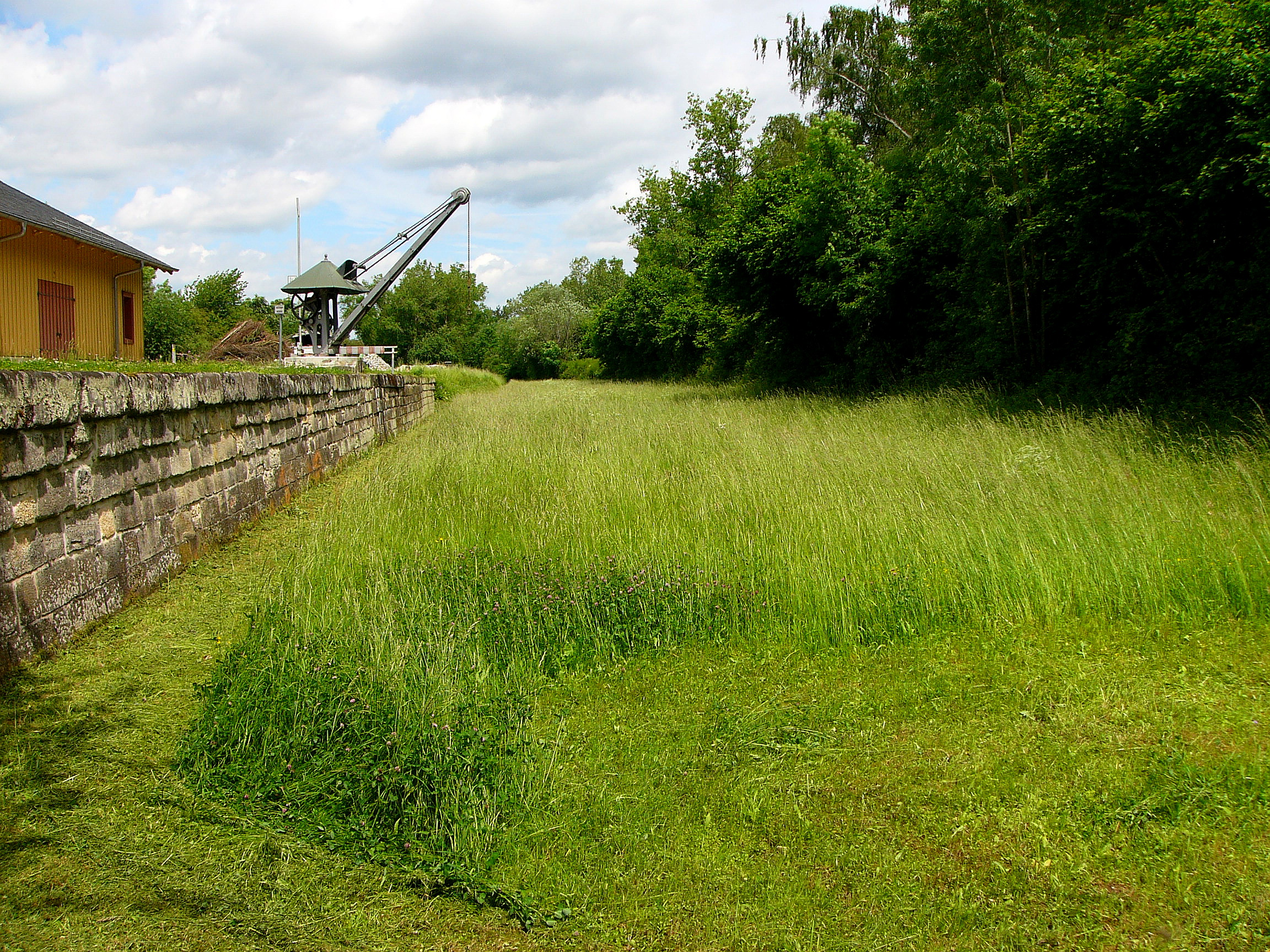
Beilngries
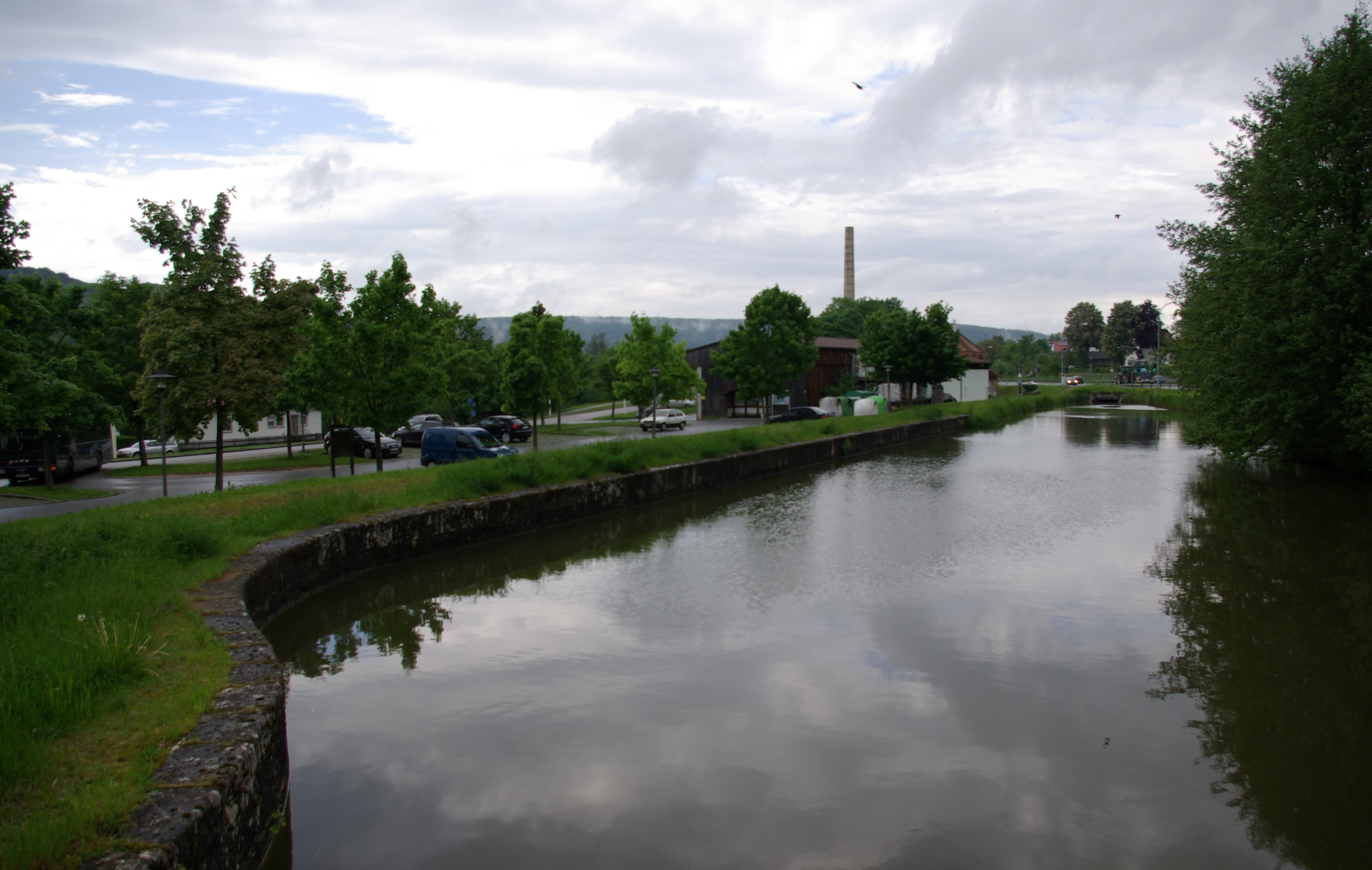
Berching
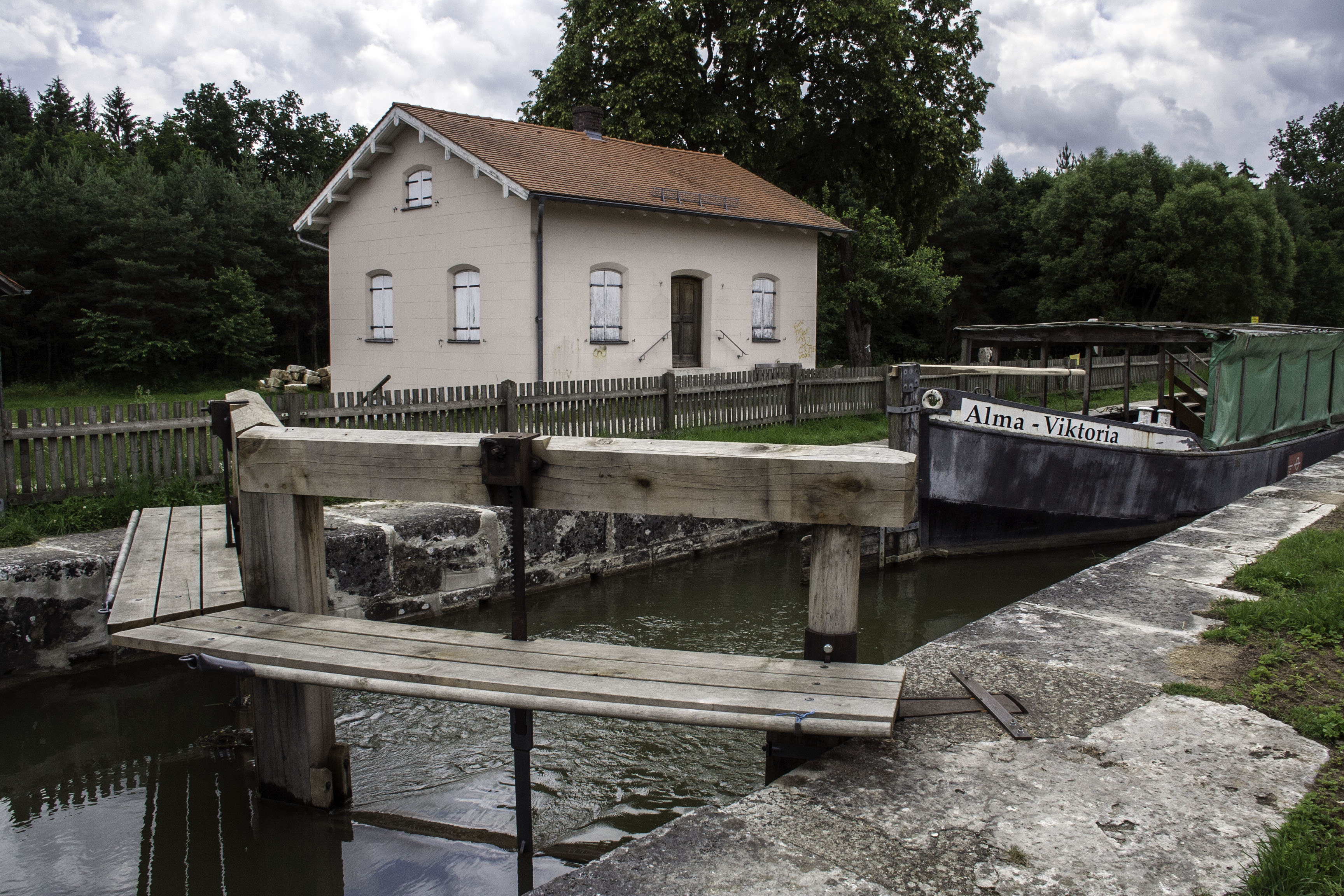
Alma Viktoria Schleusung

Nordrampe des Kanals

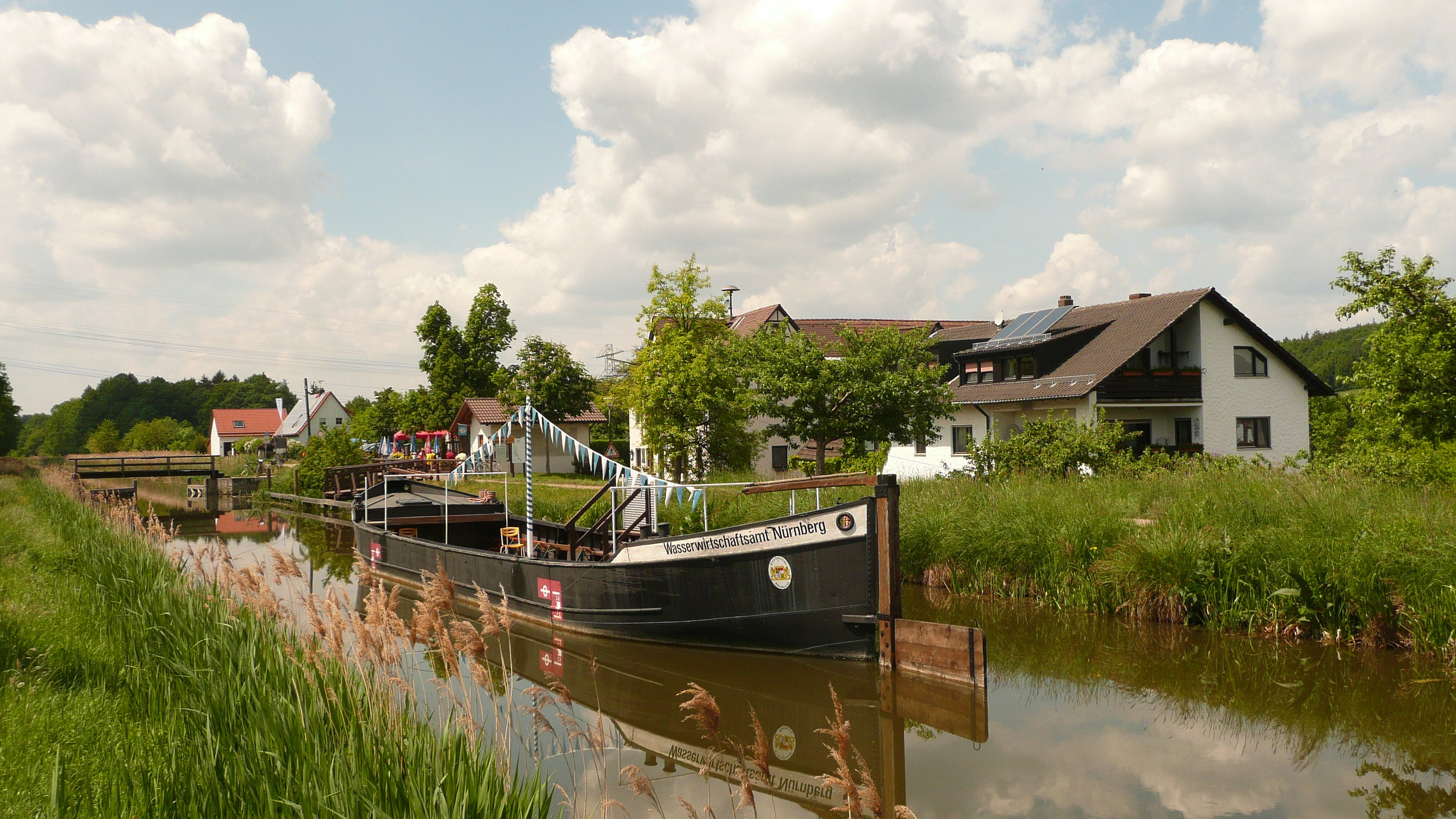
Museumsschiff Elfriede
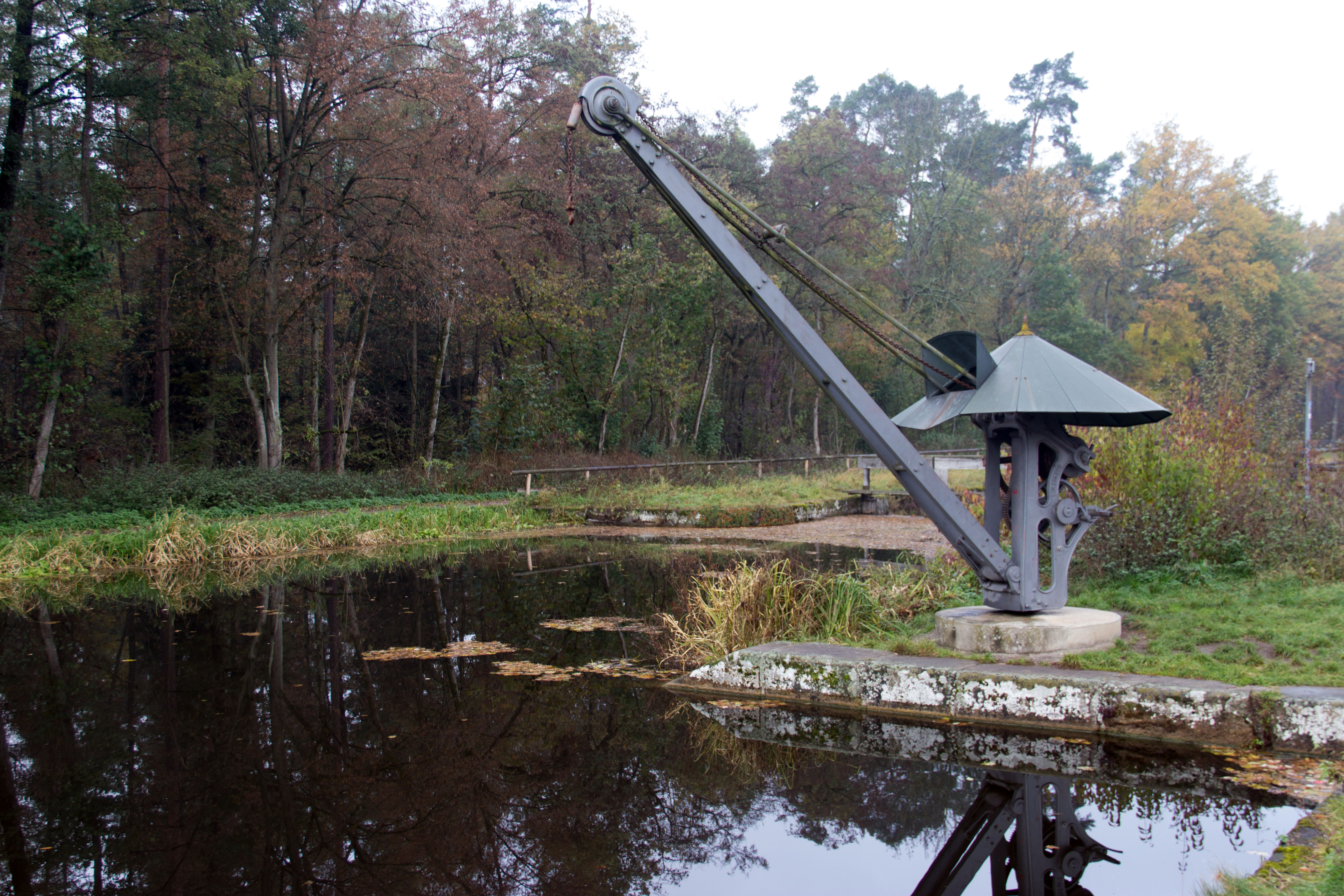
Worzeldorf
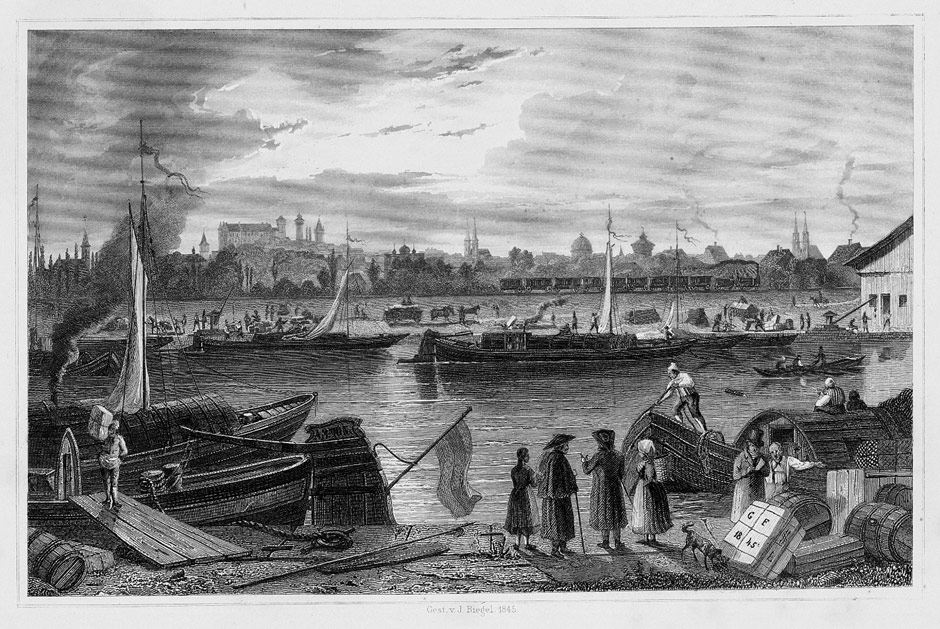
Hafen Nürnberg 1845
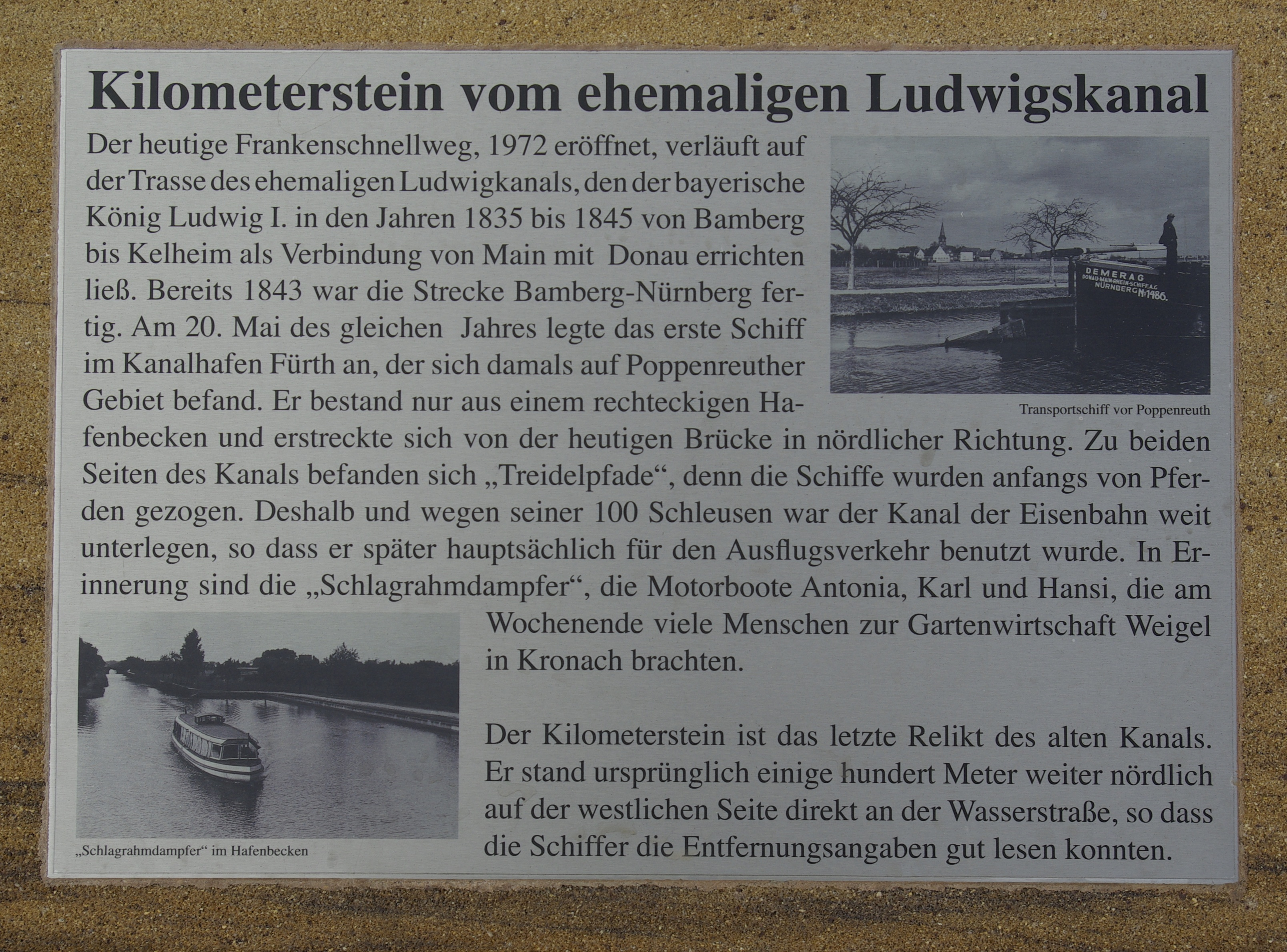
Fürth
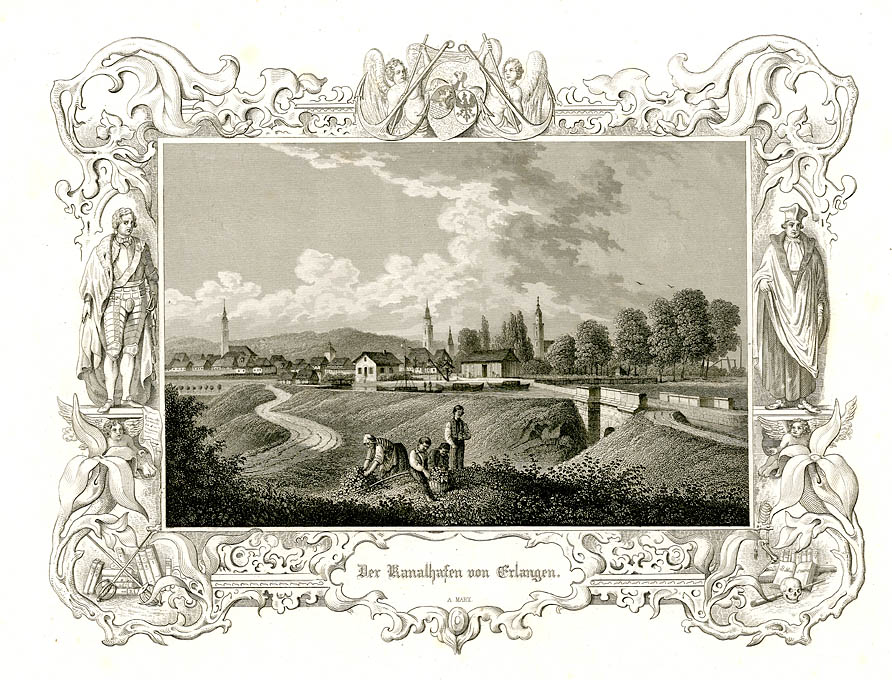
Erlangen 1847
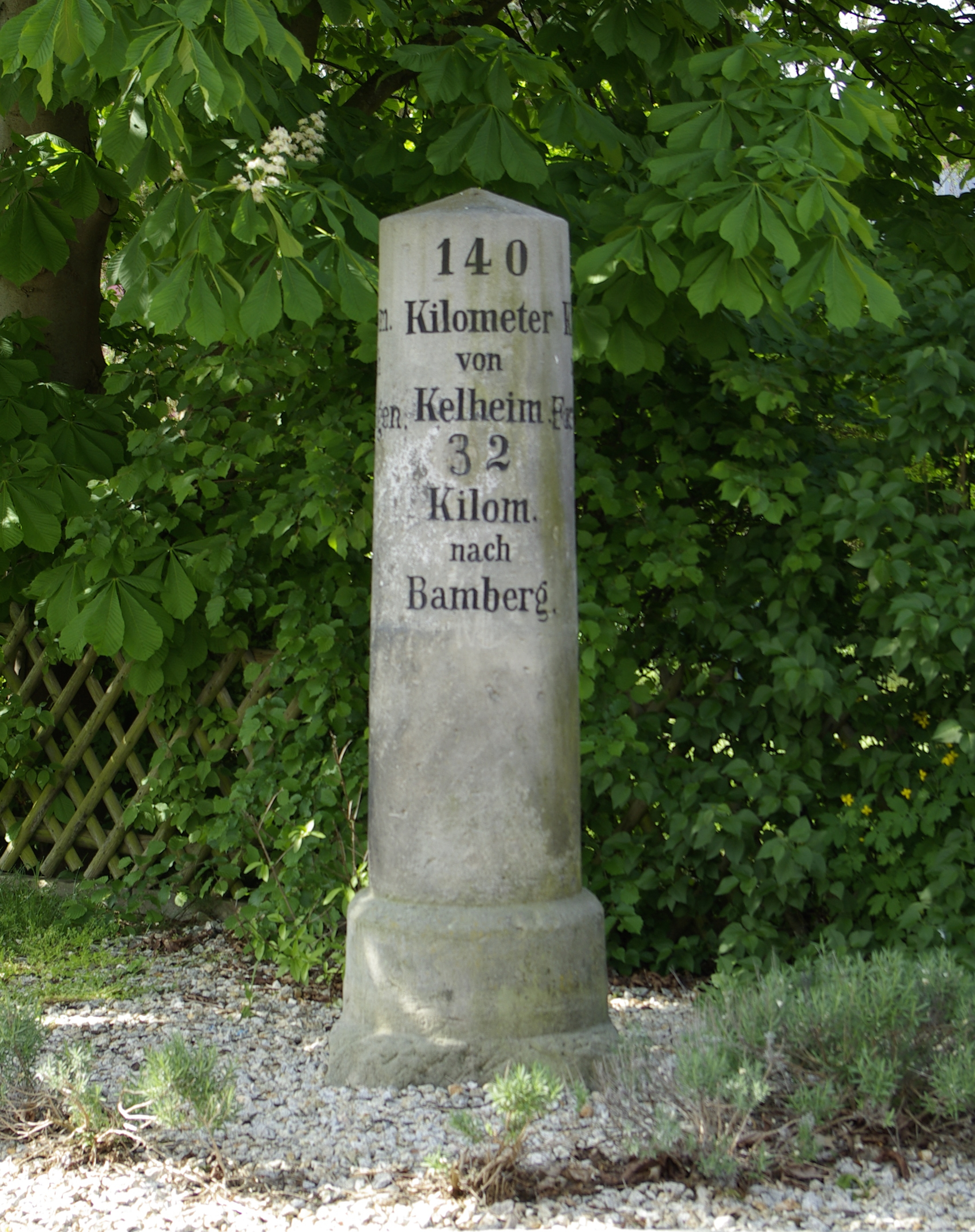
Baiersdorf
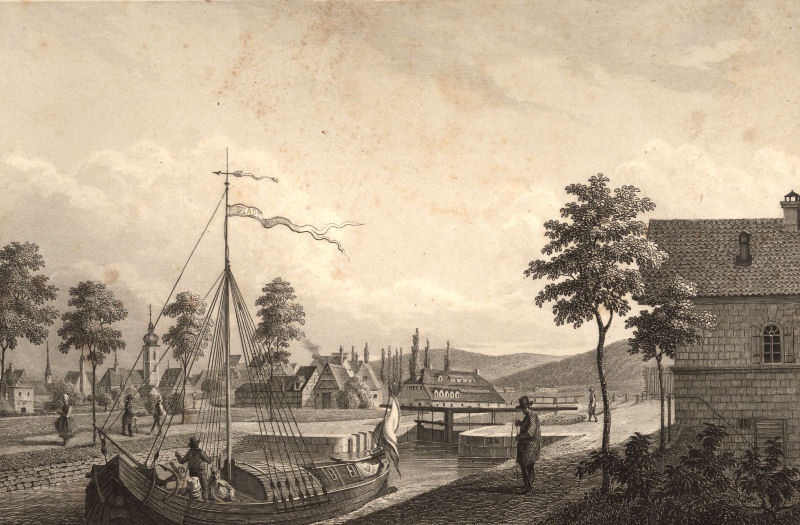
Forchheim
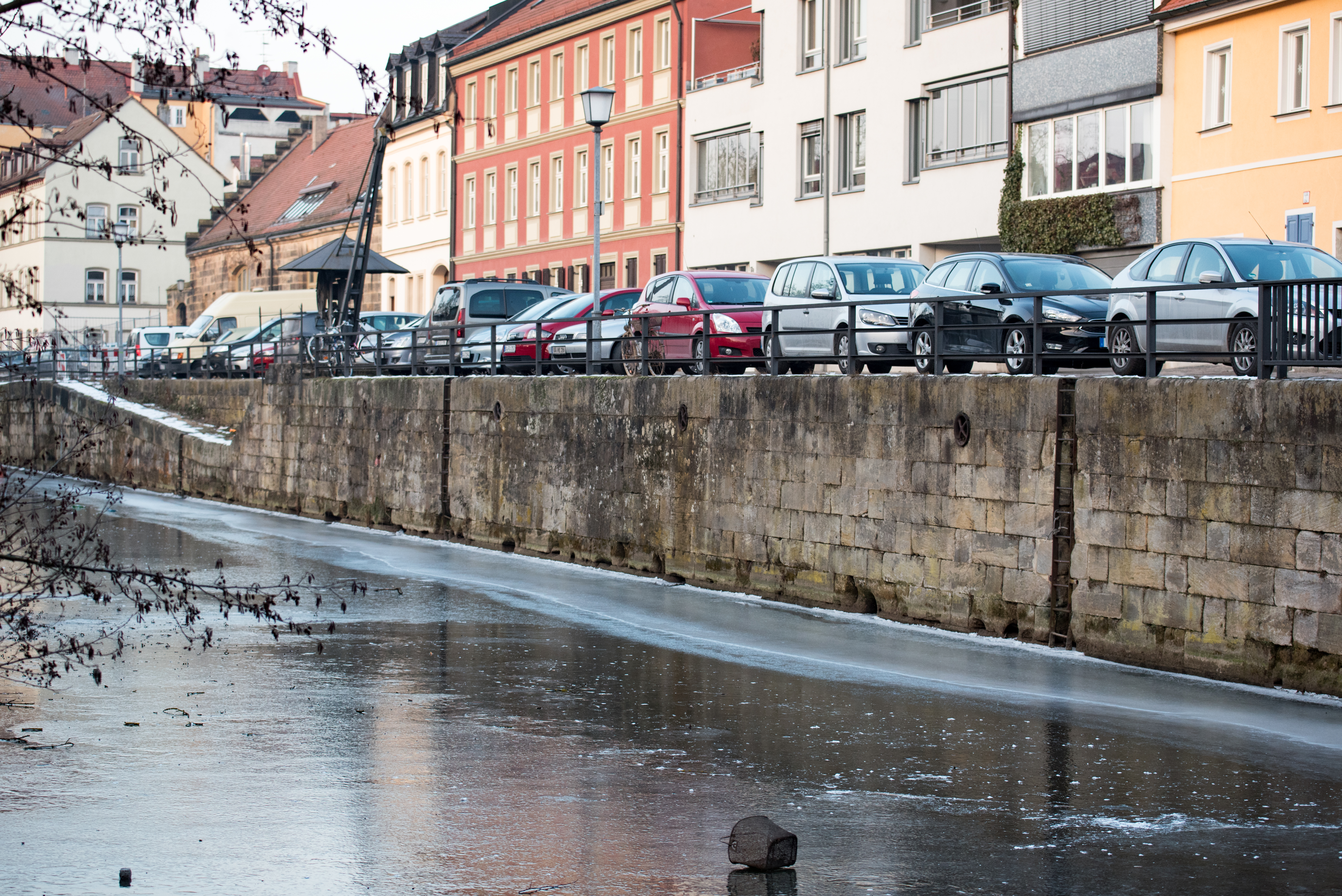
Handelshafen Bamberg (2017)